# Цебриков, Георгий Владимирович
Георгий Владимирович Цебриков (26 февраля (10 марта) 1900, Москва, Российская империя — после 1966) — священнослужитель православной церкви, Западноевропейский экзархат русских приходов, затем католической церкви, где участвовал в Русском апостолате и вновь православной церкви в РПЦЗ; профессор Парижского католического института и Мадридского университета; прозаик, публицист.

## Биография
Родился 26 февраля 1900 года (или в 1896 году) в Москве.Отец — профессор Московского университета Владимир Михайлович Цебриков.
Георгий окончил гимназию А. Е. Флорова в Москве. После 1917 года жил в эмиграции, в 1922 год окончил юридический факультет университета в Мехико, далее жил в Бельгии.
Архиепископом Александром (Немоловским) рукоположен в сан диакона 15 декабря 1925 года. Тем же епископом рукоположен в сан священника 15 февраля 1929). Служил в соборе святого Николая в Брюсселе, Брюссельская и Бельгийская епархия.
Окормлял также православную общину города Лёвен, был настоятелем православного студенческого прихода при Лёвенском католическом университете.
Цебриков был духовником группы РСХД во имя св. Иоанна Златоуста в Брюсселе.
С 1925 года вместе с Д. А. Шаховским участвовал в брюссельской литературной группе «Единорог», сотрудничал с журналами «Вестник русского христианского движения», «Путь» в Париже и «Благонамеренный», печатался под псевдонимом Георгий Ц. де Вильярдо. Автор сборника рассказов «Образы царства» (1928).
Перейдя в католичество, присоединение произошло в церкви св. Лаврентия на горах в Риме, он далее служил в русском католическом приходе в Вене и затем в приходе Святой Троицы в Париже, где общался с Лидией Бердяевой. Принимал участие в Съезде русских католиков в Риме в 1930 году.
Цебриков преподавал в Парижском католическом институте и в Мадридском университете.
В конце 1930-х годов вернулся в православие, жил в Стокгольме.
4 января 1939 года извержен из сана указом митрополита Евлогия (Георгиевского).
Во время Второй мировой войны принят в клир РПЦЗ, жил в Германии.
В мадридской газете «ABC Hemeroteca» за 24 марта 1976 года на стр. 103 есть поминальное объявление: «RIV Southern Trade SA сообщает о кончине его высокопреподобия Хорхе Цебрикова де Вильярдо; митрофорного протоиерея, подполковника, в прошлом профессора Католического Университета в Париже, награждённого орденом св. Станислава и проч. Наследственного русского аристократа. В Испании: профессора Мадридского университета, руководителя византийского и русско славянского отдела Верховного совета научных исследований, профессора Главного штаба вооружённых сил»..

## Произведения
- Цебриков Георгий, диакон. Образы Царства: Посвящается протоиерею Петру Извольскому. Брюссель. 1928. 125 с.
- Неоконченная симфония. Мюнхен, 1946.
- Георгий Ц. де Вильярдо. Дух русского христианства. Мадрид, 1962.
- Цебриков Г., диакон. Антиминс // Путь. 1927, № 7 (апрель). С. 87—93.
- Цебриков Г. НЕОТОСЛАННОЕ ПИСЬМО.1928.